# Mahabo (Vohipeno)
Mahabo est une commune rurale malgache située dans la partie sud de la région de Fitovinany.